# Rose Fitzgerald Kennedy
Rose Elizabeth Fitzgerald Kennedy, född 22 juli 1890 i Boston i Massachusetts, död 22 januari 1995 i Hyannis Port i Massachusetts, var gift med Joseph Kennedy från 7 oktober 1914 till dennes död 18 november 1969.
Barn:
1. Joseph P. Kennedy Jr. (1915–1944)
2. John F. Kennedy (1917–1963)
3. Rosemary (1918–2005)
4. Kathleen (1920–1948)
5. Eunice Kennedy Shriver (1921–2009; gift med Sargent Shriver; mor till Maria Shriver som tidigare var gift med Arnold Schwarzenegger)
6. Patricia Kennedy Lawford (1924–2006; var gift med skådespelaren Peter Lawford)
7. Robert F. Kennedy (1925–1968)
8. Jean Kennedy Smith (1928–2020)
9. Edward Kennedy (1932–2009)